# Asian Prescription
《Asian Prescription (아시안 프리스크립션)》은 가수 이상은의 정규음반 9집이다. 일본, 영국 등지를 여행하는 동안 느낀 감상을 신곡으로 만들어 담은 앨범으로, 전반적으로 완성도가 빼어나다는 평을 받았다. 일본영화 <がんばっていきまっしょい>의 사운드 트랙인 <Ogiyodiora>를 수록했으며, 3집 수록곡인 <초승달>, 5집의 <길>, 6집의 <공무도하가>, <무엇으로 다시 태어나든>, <새>를 영어로 리메이크하여 수록했다. 6집의 <Spring>을 새롭게 편곡했고, <삼도천> 외에는 모두 영어곡이다. 일본에서 12곡으로 먼저 발매되고, 한국에 라이센스되면서 당시 한국에 발매되지 않았던 8집의 수록곡 2곡(Eternity, Broken Pearl)과 어기여디어라 한국어버전 1곡이 추가되어 총 15곡으로 발매되었다.

## 수록곡
전체 작사·작곡: Lee-Tzsche(이상은)
| #            | 제목              | 재생 시간 |
| ------------ | ----------------- | --------- |
| 1.           | 〈Spring〉        | 5:17      |
| 2.           | 〈Sumi Mountain〉 | 4:20      |
| 3.           | 〈Ogiyodiora〉    | 5:54      |
| 4.           | 〈Gongfuin〉      | 4:35      |
| 5.           | 〈Reincarnation〉 | 3:16      |
| 6.           | 〈Break Water〉   | 4:45      |
| 7.           | 〈Infinite Road〉 | 4:28      |
| 8.           | 〈Samdocheon〉    | 6:14      |
| 9.           | 〈Chosungtal〉    | 3:24      |
| 10.          | 〈Se〉            | 5:53      |
| 11.          | 〈A Path〉        | 4:06      |
| 12.          | 〈Cliche〉        | 4:07      |
| 총 재생 시간 | 총 재생 시간      | 56:19     |

## 특징
- 이 앨범의 특징에 대해 이상은은 일본판 발매앨범 속지를 통해서 "영혼의 양식으로서의 음악, 영혼이 숨쉴 수 있는 공기로서의 음악이라는 생각을 바탕으로 영혼을 치료하는 한방약으로서의 음악을 추구한 음반." 이라고 말했다.[1]

## 관련 자료
- 'A Path' 뮤직비디오